# 相同組換え

減数分裂の過程では、相同染色体間の相同組換えによって新たな遺伝子の組み合わせが生み出される。

相同組換え（そうどうくみかえ、英: homologous recombination、略称: HR）とは、遺伝的組換えの一種であり、2つの類似したまたは同一の核酸分子（生物では通常DNAであるが、ウイルスではRNAの場合もある）の間でヌクレオチド配列が交換される過程である。相同組換えは、DNA二本鎖の双方の鎖に起こった有害な切断（二本鎖切断）を正確に修復するために細胞で最も広く利用されている手法である。また、真核生物が精子や卵といった配偶子細胞を形成する過程である減数分裂において、相同組換えによってDNA配列の新たな組み合わせが作り出される。このようにして生じたDNAの新たな組み合わせによって子孫に遺伝的多様性がもたらされ、進化過程における集団の適応を可能にする。相同組換えは遺伝子の水平伝播でも利用されており、細菌やウイルスのさまざまな系統や種の間で遺伝物質の交換が行われる。
相同組換えの機構は生物種や細胞種によって多様であるが、二本鎖DNAに関するものは基本的に同じ段階を経て進行する。二本鎖切断が起こると切断部の5'末端周辺のDNA断片が除去される（resection）。続いて、resectionによって生じたDNAの3'末端のオーバーハングが、類似配列を持つDNA分子へと侵入する（strand invasion）。その後の過程は、DSBR経路（double-strand break repair）またはSDSA経路（synthesis-dependent strand annealing）という2つの主要な経路のいずれかで行われる。DNA修復の過程で起こる相同組換えは乗換えが起こっていない産物を作り出す傾向があり、損傷したDNA分子は二本鎖切断が起こる前の状態へと復旧される。
相同組換えは、生物の3つのドメイン、さらにDNAウイルスやRNAウイルスでも保存されており、ほぼ普遍的な生物学的機構であることが示唆される。原生生物（真核生物型微生物の大きなグループ）に相同組換えに関する遺伝子が存在することは、真核生物の進化の初期に減数分裂が出現したことの証拠として解釈される。これらの遺伝子の機能不全と一部のがんに対する感受性の高さとには強い関係があり、そのため相同組換えを促進するタンパク質に対して活発な研究が行われている。また相同組換えは、標的生物へ遺伝的変化を導入する技術である遺伝子ターゲティングにも利用されている。この技術の開発により、マリオ・カペッキ、マーティン・エヴァンズ、オリヴァー・スミティーズは2007年にノーベル生理学・医学賞を受賞した。カペッキとスミティーズはマウスの胚性幹細胞への相同組換えの応用を独立して発見したが、形質転換されたDNAの相同領域への均一な取り込みなど、二本鎖切断修復モデルの背景にある高度に保存された機構は、Orr-Weaver、Szostack、Rothsteinによるプラスミドを用いた実験で初めて示された。1970年代から80年代にかけてはガンマ線照射を用いてプラスミドを用いた二本鎖切断修復の研究が行われていたが、その後、酵母よりも高頻度で非相同組換えが起こる哺乳類細胞では、I-SceIなどのエンドヌクレアーゼを用いて染色体を切断して実験が行われるようになった。

## 歴史と発見

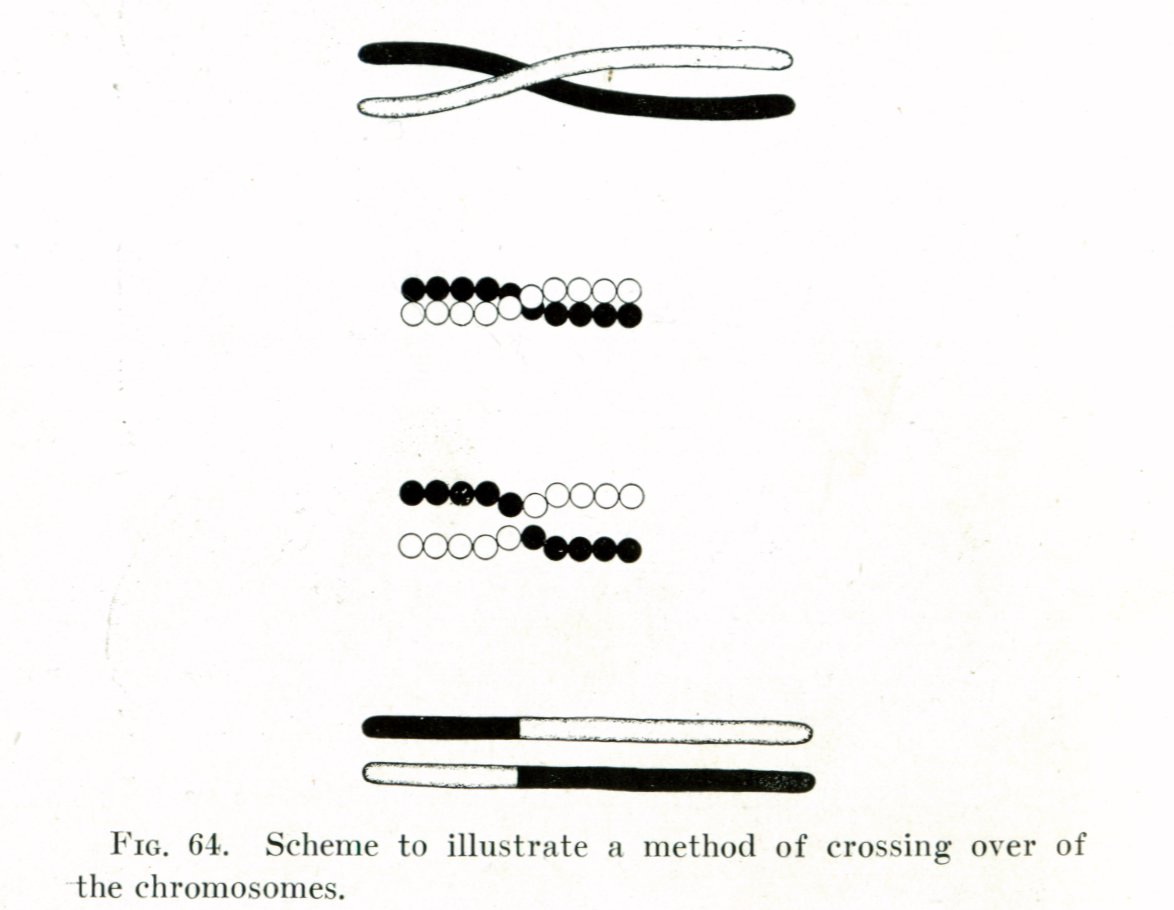
モーガンによる乗換えのイラスト

1900年代初頭、ウィリアム・ベイトソンとレジナルド・パネットは、グレゴール・メンデルが1860年代に記した遺伝法則の1つに例外が存在することを発見した。ベイトソンとパネットは、形質が親から子へ受け継がれる際に各形質は独立して分配される（独立の法則、例えばネコの毛色と尾の長さは互いに独立して遺伝する）としていたメンデルの考えとは異なり、身体的形質と関係した複数の遺伝子は共に遺伝する（遺伝的連鎖）ことを示した。1911年トーマス・ハント・モーガンは、通常連鎖して遺伝する形質も時には個別に遺伝することがあることを観察し、こうした現象は連鎖した遺伝子間で乗換え（crossover）、すなわち連鎖した遺伝子うちの1つが物理的に異なる染色体へ乗り換えることによって起きていると示唆した。20年後にバーバラ・マクリントックとハリエット・クレイトンは、精子や卵細胞が形成される細胞分裂過程である減数分裂の際に染色体乗換えが起こることを実際に示した。マクリントックの発見と同じ年にカート・スターンは、白血球や皮膚細胞といった、有糸分裂を行う体細胞でも乗換えが起こることを示し、この現象は後に組換え（recombination）と呼ばれるようになった。
1947年に微生物学者ジョシュア・レーダーバーグは、二分裂（binary fission）による無性生殖のみを行うと考えられていた細菌でも、有性生殖に似た遺伝的組換えが可能であることを示した。この業績によって大腸菌Escherichia coliは遺伝学におけるモデル生物として確立され、1958年のノーベル生理学・医学賞の受賞へとつながった。菌類での研究の蓄積をもとに、1964年にロビン・ホリデイは減数分裂時の組換えのモデルを提唱し、ホリデイジャンクションを介した染色体間の物質交換など、この過程がどのように機能するかについて重要な詳細をもたらした。1983年、ジャック・ショスタクらは現在ではDSBR経路として知られるモデルを提唱し、ホリデイのモデルでは説明できない観察結果についても説明が可能となった。その後の10年間に、ショウジョウバエ、出芽酵母、哺乳類細胞での実験から、ホリデイジャンクションに依存しないSDSA経路と呼ばれる他の相同組換えのモデルが提唱された。

## 真核生物
相同組換えは、植物、動物、菌類、原生生物といった真核生物の細胞分裂に必須である。有糸分裂を経て分裂を行う細胞では、電離放射線やDNAを損傷する化学物質による二本鎖切断は、相同組換えによって修復が行われる。こうした二本鎖切断が修復されないままの場合、体細胞で大規模な染色体再構成が引き起こされ、がんへとつながる可能性がある。
DNA修復に加えて、相同組換えは減数分裂によって特殊な配偶子細胞（動物では精子と卵細胞、植物では花粉と胚珠、菌類では胞子）が形成される際に遺伝的多様性が生じるのを助ける。この過程は染色体乗換えによって促進され、類似しているものの同一ではない相同染色体間で交換が行われる。これによって新たな、有益な可能性のある遺伝子の組み合わせが作り出され、子孫に進化的な利点がもたらされる。多くの場合、染色体乗換えはSpo11と呼ばれるタンパク質がDNA中の標的部位に二本鎖切断を作り出すことによって開始される。標的部位は染色体上にランダムに位置しているわけではなく、通常は遺伝子間のプロモーター領域にあり、GC配列に富む領域が好まれる。こうした領域は組換えホットスポットと呼ばれ、1,000–2,000塩基対程度の長さの領域で組換え率が高くなる。2つの遺伝子の間に組換えホットスポットが存在しないことは、多くの場合これらの遺伝子が同じ割合で子孫へ受け継がれてゆくことを意味しており、2つの遺伝子間の連鎖は減数分裂による独立な分配から期待されるよりも高い連鎖がみられることを意味する。

### 細胞周期内でのタイミング

細胞が有糸分裂（M期）に入る前、DNA複製の直後のS期とG_{2}期の間に相同組換えによるDNA修復が行われる。

二本鎖切断は、相同組換えまたは非相同末端結合（NHEJ）によって修復される。NHEJは相同組換えとは異なり、修復のガイドとなる長い相同配列を必要としない修復機構である。相同組換えとNHEJのどちらが利用されるかは、細胞周期の段階によって主に決定される。相同組換えは細胞が有糸分裂（M期）に入る前にDNAを修復し、姉妹染色分体が容易に利用可能な、DNA複製の直後のS期とG2期に行われる。類似しているが異なるアレルを持つことの多い相同染色体と比較して、特定の染色体の同一コピーである姉妹染色分体は相同組換えの理想的な鋳型となる。相同組換えとは対照的にNHEJは細胞周期のG1期が主であるが、少なくとも一部の活性は細胞周期を通じて維持されている。細胞周期を通じて相同組換えとNHEJを調節する機構は種によって大きく異なる。
サイクリン依存性キナーゼ（CDK）はリン酸基を付加（リン酸化）することで他のタンパク質の活性を調節するタンパク質で、真核生物における相同組換えの重要な調節因子である。出芽酵母では、DNA複製が開始された際にサイクリン依存性キナーゼCdc28はSae2タンパク質をリン酸化することで相同組換えを開始する。リン酸化によって活性化されると、Sae2はエンドヌクレアーゼ活性を利用してDNAを二本鎖切断の近傍で切断し、その後の活性の効率的な基質となる末端部を作り出す。そしてMRX複合体と呼ばれるタンパク質三者複合体がDNAへ結合し、2つのDNA分子の間で物質を交換する一連の反応が開始される。

### クロマチンリモデリング
真核生物のDNAはクロマチンに詰め込まれており、酵素のリクルートを必要とするすべてのDNA過程の障壁となる。相同組換えによるDNA修復を行うためには、クロマチンのリモデリング（再構成）が行われければならない。ATP依存性クロマチンリモデリング複合体とヒストン修飾酵素は、リモデリングに用いられる2つの主要な因子である。
DNA損傷部位ではクロマチン構造の緩和が迅速に起こる。最初期の段階では、ストレスによって活性化されるプロテインキナーゼであるJNKが二本鎖切断や他のDNA損傷に応答し、SIRT6のセリン10番残基をリン酸化する。この反応は、DNA切断部位へPARP1を効率的にリクルートして二本鎖切断修復を行うために必要である。PARP1はDNA損傷後1秒以内に損傷部位に出現し始め、1.6秒以内に最大蓄積量の半値に達する。続いてクロマチンリモデリング因子ALC1がPARPの反応産物であるポリADPリボース鎖に迅速に結合し、ALC1のDNA損傷部位への到着は損傷後10秒以内に完了する。ALC1によるものと考えられるクロマチン構造の緩和は10秒以内に最大半値に達する。その後、DNA修復酵素MRE11がリクルートされ、損傷後13秒以内にDNA修復が開始される。
H2AXのリン酸化型であるγH2AXも、DNA二本鎖切断後のクロマチン脱凝縮に至る初期段階に関与している。ヒストンバリアントH2AXはヒトのクロマチン中のH2Aヒストンの約10%を構成する。γH2AX（セリン139番残基がリン酸化されたH2AX）はガンマ線照射による二本鎖切断の形成後20秒で検出され、1分で最大蓄積量の半値に達する。γH2AXがみられるクロマチンの範囲はDNA二本鎖切断部位の前後約 2 Mbpにわたる。γH2AXはそれ自身がクロマチンの脱凝縮を引き起こすわけではないが、照射後30秒以内にRNF8タンパク質とγH2AXとの結合が検出される。RNF8はその後、ヌクレオソームリモデリング因子・ヒストン脱アセチル化酵素複合体NuRDの構成要素であるCHD4との相互作用によって、広範囲のクロマチン脱凝縮を媒介する。
DNA損傷後の緩和に続いてDNA修復が起こり、約20分でクロマチンは損傷前の状態に近い圧縮状態を回復する

### 相同組換えのモデル
相同組換えによるDNAの二本鎖切断の修復には、DSBR経路（double-strand break repair、ダブルホリデイジャンクションモデル）とSDSA経路（synthesis-dependent strand annealing）という2つの主要なモデルが存在する。どちらの経路も最初の数段階は類似している。二本鎖切断が起こった後、MRX複合体（ヒトではMRN複合体）が切断部の両側のDNAに結合する。続いて切断部の5'末端周辺のDNAが刈り込まれる、resectionと呼ばれる過程が2つの異なる段階を経て行われる。第1段階では、MRX複合体がSae2タンパク質をリクルートする。その後2つのタンパク質が5'末端を刈り込み、切断部の両側に短い3'末端オーバーハングを作り出す。第2段階では、Sgs1、Exo1とDna2によって5'→3'方向のresectionが継続される。Sgs1はヘリカーゼとして二本鎖DNAを巻き戻し、Exo1とDna2はヌクレアーゼとしてSgs1によって作り出された一本鎖DNAを切断する。

DSBR経路とSDSA経路は初期段階は同一であるが、その後の過程が異なる。DSBR経路ではほとんどの場合で染色体組換え型の産物（左下）が生じるが、SDSA経路では常に非組換え型産物（右下）が生じる。

その後、一本鎖DNAに対して高い親和性を持つRPAタンパク質が3'オーバーハングに結合する。いくつかの他のタンパク質の助けを借りながら、Rad51タンパク質（加えて減数分裂時にはDmc1）はRPAで覆われた一本鎖DNAを用いて核酸とタンパク質からなるフィラメント（ヌクレオプロテインフィラメント）を形成する。このヌクレオプロテインフィラメントは3'オーバーハングの配列に似たDNA配列の探索を開始する。そうした配列を発見すると、一本鎖ヌクレオプロテインフィラメントは類似または同一の配列を持つDNA二重らせんに侵入する。この過程はstrand invasionと呼ばれる。有糸分裂を行う細胞では、一般的に受容側となるDNA二重らせんは損傷したDNA分子と同一の配列を持つ姉妹染色分体であり、修復のための鋳型として利用される。一方で減数分裂の際には、受容側となるDNA分子は類似しているが必ずしも同一ではない相同染色体となる。3'オーバーハングと相同染色体の間のstrand invasionの際には、鎖が置き換わったDループ（displacement loop）構造が形成される。Strand invasionの後、DNAポリメラーゼが新たなDNAを合成し、侵入してきた3'オーバーハングの末端を伸長する。これによってDループはホリデイジャンクションと呼ばれる交差型の構造へ変化する。

#### DSBR経路
Resectionとstrand invasion、DNA合成の段階から後は、DSBR経路とSDSA経路は異なるものとなる。DSBR経路では、もう一方の3'オーバーハング（strand invasionに関与していないもの）も相同染色体とホリデイジャンクションを形成する。このダブルホリデイジャンクションはその後、一方のDNA鎖のみを切断する制限酵素の一種、ニッキングエンドヌクレアーゼによって組換え産物へと変換される。DSBR経路からは時には非乗換え型の産物が生じることもあるが、乗換え型産物が生じるのが一般的である。こうした染色体乗換え傾向のため、DSBR経路は減数分裂によって乗換え型産物が生じる際のモデルである可能性が高い。
DSBR経路による組換えによって染色体乗換えが生じるかどうかは、ホリデイジャンクションがどのように切断（解消）されるかによって決定される。染色体乗換えは、一方のホリデイジャンクションで乗換え鎖が切断され、他方では非乗換え鎖が切断される（図中では、一方では紫色の矢じり方向、他方では橙色の矢じり方向での切断が起こる）場合に生じる。2つのホリデイジャンクションでともに乗換え鎖の切断が起こる（両方とも紫色方向で切断が起こる）場合、乗換えの起こっていない染色体が作り出される。

#### SDSA経路
SDSA経路による相同組換えは有糸分裂と減数分裂を行う細胞の双方で起こり、非乗換え型産物が生じる。このモデルでは、侵入した3'鎖はDNAポリメラーゼによって受容側のDNA二重らせんに沿って伸長され、供与側と受容側で形成されたホリデイジャンクションが分岐点移動（branch migration）と呼ばれる過程でスライドすることで放出される。侵入鎖の新たに合成された3'末端はその後、損傷染色体のもう一方の3'オーバーハングと相補的な塩基対形成によってアニーリングを行う。アニーリング後には、余分な配列による小さなフラップ構造が残ることがある。こうしたフラップが除去されると、ライゲーションと呼ばれる過程で残った一本鎖ギャップ領域が埋め合わされてSDSA経路は完了する。
有糸分裂過程では、DNAの二本鎖切断修復を行う主要な相同組換え経路は（DSBR経路ではなく）SDSA経路であるようである。SDSA経路からは非乗換え型組換え産物が生じる。減数分裂の際も非乗換え型組換え産物は頻繁に生じ、これらも主にSDSA経路によって形成されているようである。

#### SSA経路

SSA経路による組換えは、同じDNA二重らせんに存在する2つのリピート配列（紫）の間で起こり、遺伝物質の欠失が起こる。（Firefox、Chrome、Operaウェブブラウザの場合、クリックでアニメーション）

相同組換えのSSA経路（single-strand annealing）は2つのリピート配列の間に生じた二本鎖切断を修復する。SSA経路は、DSBR経路やSDSA経路のように、別の類似または同一のDNA分子を必要としないという点で独特である。SSA経路に必要なのは1つのDNA二重らせんだけであり、相同組換えに必要な同一配列として、リピート配列を利用する。経路は比較的単純で、DNA二重らせんは二本鎖切断部位の周辺の2本の鎖が刈り込まれた後、形成された2つの3'オーバーハングが整列し互いにアニーリングすることで連続したDNA二重らせんが再形成される。
二本鎖切断周辺のDNAが刈り込まれると一本鎖3'オーバーハングが生み出され、RPAタンパク質で覆われて3'オーバーハングの自身への結合が防がれる。その後、Rad52と呼ばれるタンパク質が切断の両側のリピート配列に結合し、2つの相補的なリピート配列がアニーリングするよう整列させる。アニーリングが完了すると、3'オーバーハングの残りの非相同部分のフラップがRad1/Rad10と呼ばれるヌクレアーゼのセットによって除去される。Rad1/Rad10はSaw1とSlx4によってフラップへリクルートされる。新たなDNA合成によってギャップは埋め合わされ、ライゲーションによって連続した鎖が再形成される。SSA経路では、2つのリピート配列のうちの1つと、リピート配列の間のDNA配列が常に失われる。このように遺伝物質の欠失を伴うため、SSA経路には変異原性があると考えられている。

#### BIR経路
DNA複製の間、DNAヘリカーゼとして鋳型鎖を巻き戻す複製フォークが二本鎖切断に遭遇することがある。こうした欠陥は相同組換えのBIR（break-induced replication）経路によって修復される。BIR経路の正確な分子機構については不明であるが、3つの機構が提唱されている。いずれも最初の段階はstrand invasionによるものであるが、どのようにDループが移動するかや組換えの後半段階についてのモデルが異なっている。
BIR経路はテロメラーゼ不在下で（またはテロメラーゼと協働的に）テロメアの長さの維持の補助も行う。機能的なテロメラーゼが存在しない場合、一般的にテロメアは有糸分裂のサイクルごとに短くなっていき、最終的には細胞分裂の阻害と細胞老化が引き起こされる。テロメラーゼが変異によって不活性化された出芽酵母細胞では、BIR経路によってテロメアを伸長することにより、期待値よりも長期にわたって老化を避ける、2つのタイプの生存細胞が観察されている。
テロメアの長さの維持は、がんの重要な特徴となる細胞の不死化に重要である。大部分のがんはテロメラーゼをアップレギュレーションすることでテロメアを維持している。しかし、ヒトのがんのいくつかでは、BIR様経路がテロメア維持の代替的機構として一部の腫瘍の維持を助けている。こうした事実をもとに、このような組換えに基づくテロメア維持機構がテロメラーゼ阻害剤などの抗がん剤の作用の妨げとなりうるかどうかの研究が行われている。

## 細菌

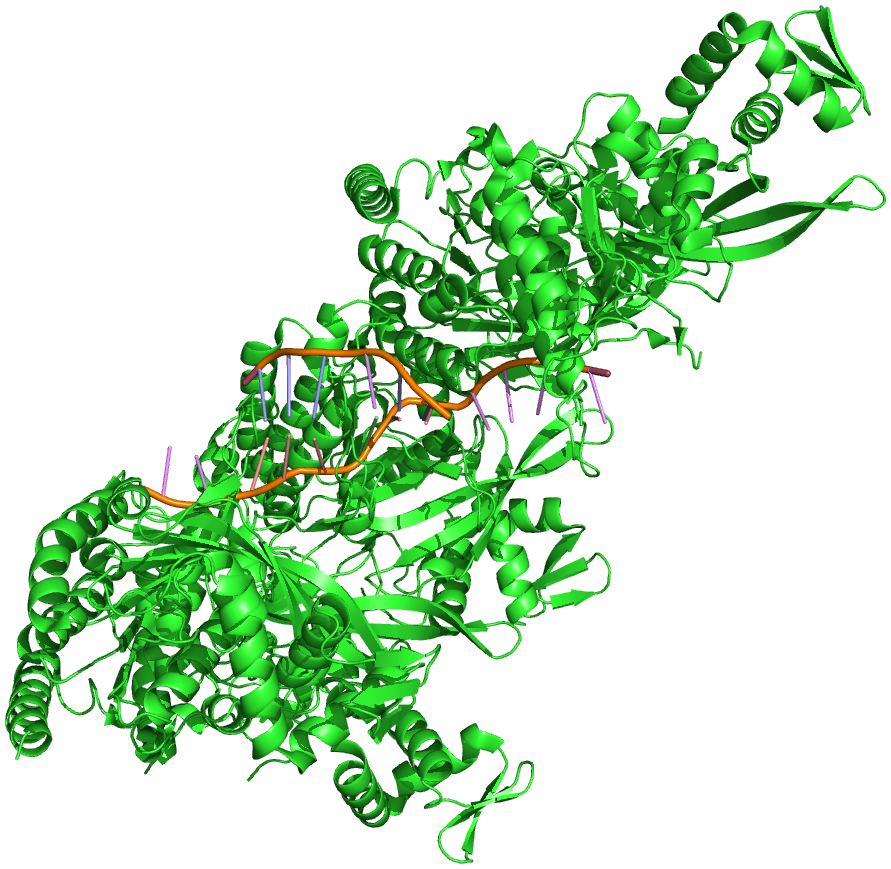
DNAに結合したRecAフィラメントの結晶構造。中央部右寄りに3'オーバーハング部分が見える。

細菌においても、相同組換えはDNA修復の主要な過程である。細菌集団の遺伝的多様性を生み出すためにも重要であるが、その過程は真核生物のゲノムのDNA損傷を修復したり多様性をもたらしたりする減数分裂時の組換えとは大きく異なる。細菌における相同組換えは大腸菌E. coliで最もよく研究が行われ、理解が進んでいる。細菌のDNAに生じた二本鎖切断は相同組換えのRecBCD経路によって修復される。2本のDNA鎖の一方にのみ生じた切断は、RecF経路によって修復されると考えられている。RecBCD経路とRecF経路はどちらも、2つの交差した二本鎖DNA分子の間で1本のDNA鎖が交換される分岐点移動と呼ばれる過程と、それらが切り離されて通常の二本鎖状態が回復される解消過程を伴う。

### RecBCD経路

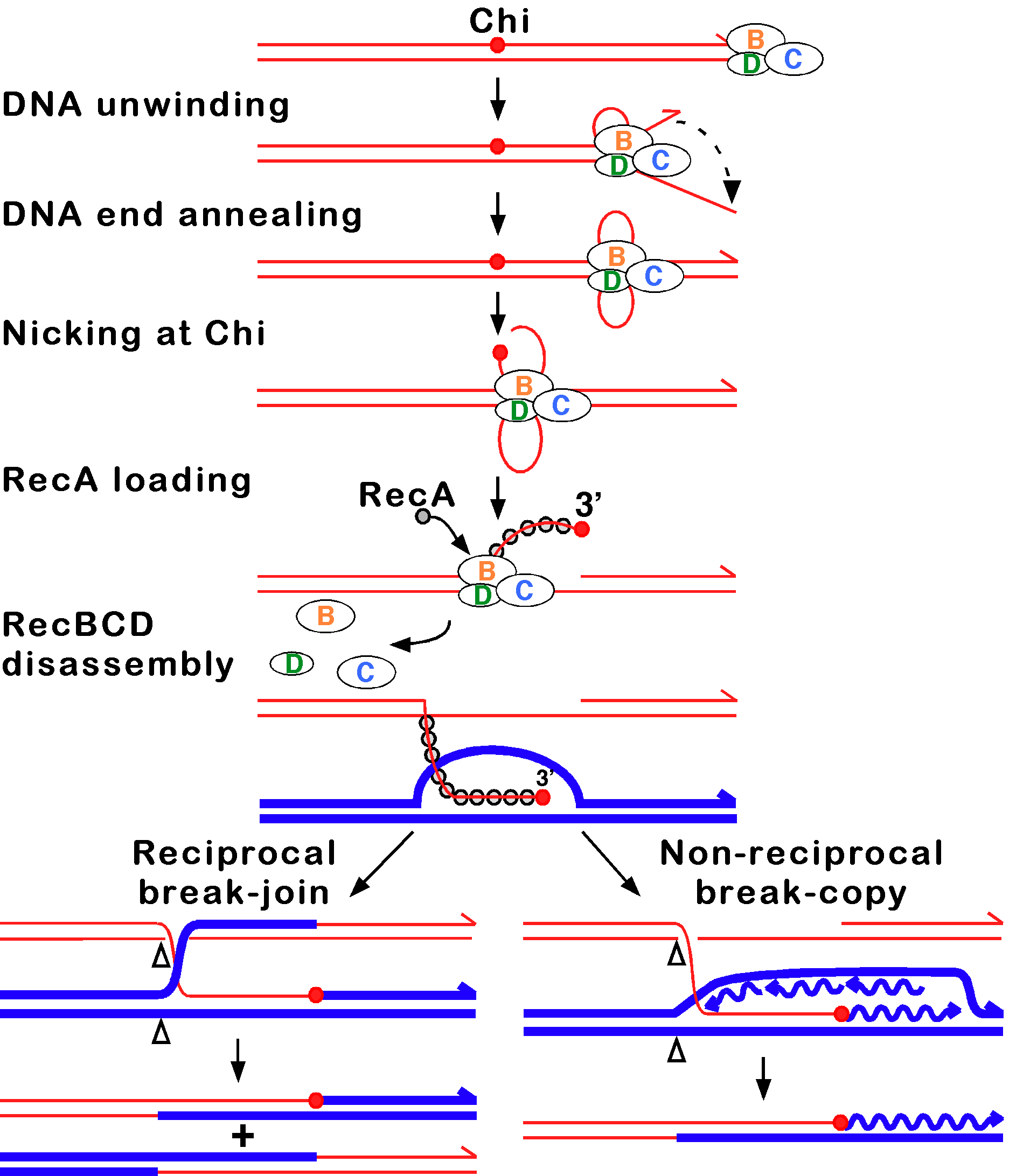
組換えのRecBCD経路の分子モデル。このモデルは、ATPがMg^{2+}に対し過剰に存在する場合におけるDNAとRecBCDとの反応に基づいている。(1) RecBCDがDNAの二本鎖切断末端に結合する。(2) RecBCDがDNAを巻き戻す。RecDは5'末端側の鎖に作用する速いヘリカーゼで、RecBは3'末端側の鎖に作用する遅いヘリカーゼである。これによって2つの一本鎖DNAテールと1つの一本鎖DNAループが形成される。(3) 2つのテールがアニーリングすることで2つ目の一本鎖DNAループが形成され、どちらのループも移動し大きくなる。(4) Chi部位に到達すると、RecBCDは3'末端側の鎖にニックを形成する。さらなる巻き戻しにより、Chi部位が末端付近に位置する、長い3'末端一本鎖テールが形成される。(5) RecBCDはChiテールへRecAタンパク質をロードし、RecBCDは解体される。(6) RecA-一本鎖DNA複合体は相同なDNA二重らせんに侵入し、Dループが形成される。Dループは2通りの方法で解消される。(7) Dループは切断されて最初のDNA分子のギャップ領域とアニーリングし、ホリデイジャンクションが形成される。矢じりの地点でRuvABCとRecGの組み合わせによりホリデイジャンクション構造が解消（切断、鎖交換、ライゲーション）され、2つの組換え型分子が生じる。(8) Chiテールの3'末端でDNA合成のプライミングが起こり、複製フォークが形成される場合もある。矢じりの地点での複製フォークの解体によって1つの組換え型分子（もう一方は親型のまま）が形成される。

RecBCD経路の開始。このモデルはMg^{2+}がATPに対し過剰に存在する場合におけるDNAとRecBCDとの反応に基づいている。(1) RecBCDがDNA二本鎖切断に結合する。(2) RecBCDがATP依存的なヘリカーゼ活性によってDNA二重らせんを巻き戻す。(3) RecBCDは巻き戻しを続けながらDNAを移動し、5'末端側のくさりよりも3'末端側の鎖を高頻度で切断する。(4) RecBCDがChi部位に到達すると、3'末端側の鎖の分解を停止し、5'末端側の鎖の接岸が大きく増加する。(5) RecBCDは3'末端側の鎖へRecAをロードする。(6) RecBCDはDNA二重らせんから解離し、RecAヌクレオプロテインフィラメントが3'テールに残される。

多くの細菌において、RecBCD経路はDNAの二本鎖切断を修復する主要な組換え経路であり、この過程に関与するタンパク質は広範囲の細菌に存在している。二本鎖切断は紫外線や他の放射線、化学的変異原によって引き起こされる。二本鎖切断は一本鎖のニックまたはギャップを含むDNAの複製によって生じることもある。こうした状況はcollapsed replication forkと呼ばれる複製フォークの崩壊状態を引き起こし、RecBCD経路を含むいくつかの相同組換え経路によって修復される。
RecBCD経路では、RecBCDと呼ばれる3つのサブユニットからなる酵素複合体が二本鎖DNAの切断部のほぼ平滑な末端に結合することで組換えが開始される。RecBCDがDNAの末端に結合すると、RecBとRecDサブユニットのヘリカーゼ活性によってDNA二重らせんの巻き戻しが開始される。RecBはヌクレアーゼドメインも持っており、巻き戻し過程で生じた一本鎖DNAを切断する。この巻き戻しは、RecBCDがChi部位とよばれる特定のヌクレオチド配列（5'-GCTGGTGG-3'）に到達するまで継続される。
Chi部位に到達すると、RecBCDの活性は劇的に変化する。DNAの巻き戻しは数秒間停止し、その後当初の約半分の速度で再開される。これは、Chi部位に到達するまでは速いRecDヘリカーゼによって巻き戻しが行われていたが、Chi部位の通過後は遅いRecBヘリカーゼによって巻き戻しが行われるようになるためであると考えられている。またChi部位の認識は、Chi部位でDNA鎖を切断し、新たに形成された3'末端の一本鎖DNAへ複数のRecAタンパク質をローディングを開始するようRecBCD酵素を変化させる。その結果生じたRecAに覆われたヌクレオプロテインフィラメントはその後、類似した配列を持つDNAを探索する。探索過程によってDNA二重らせんは引き伸ばされ、それによって相同性の認識は向上する（立体配座選択と呼ばれる機構）。そうした配列を発見すると、一本鎖ヌクレオプロテインフィラメントは受け手となる相同なDNA二重らせんへ移動する。この過程はstrand invasionと呼ばれる。侵入してきた3'オーバーハングは受容側の二本鎖DNAのうちの1本の鎖と置き換わり、Dループが形成される。Dループが切断された場合、同様の鎖交換によってホリデイジャンクションと呼ばれる交差構造が形成される。ホリデイジャンクション構造はRuvABCとRecGの組み合わせによって解消され、相互作用した2つのDNA分子が遺伝学的に異なるものであった場合、遺伝子型が交差した2つの組換えDNA分子が生じる。それ以外に、侵入してきたChi部位付近の3'末端がDNA合成のプライミングを行い、複製フォークが形成される場合もある。このタイプの解消では1つのタイプの組換え分子のみが生じる。

### RecF経路
細菌は、DNAの一本鎖ギャップの修復には相同組換えのRecF経路を利用しているようである。変異によってRecBCD経路が不活性化され、さらにSbcCDの変異によってExoIヌクレアーゼ活性が不活性化されている場合、RecF経路はDNA二本鎖切断も修復する。RecF経路では、RecQヘリカーゼがDNAを巻き戻し、RecJヌクレアーゼが5'末端側の鎖を分解し、3'末端側の鎖はそのまま残される。そしてRecAがこの鎖に結合するが、この過程はRecF、RecO、RecRタンパク質による補助または安定化が行われる。その後、RecAヌクレオプロテインフィラメントは相同なDNA鎖を探索し、相同DNAの鎖と置き換わる。
初期段階に関わるタンパク質や機構は異なるものの、DSBR経路とRecF経路はどちらも3'末端が一本鎖となったDNAを必要とし、strand invasionにRecAタンパク質を必要とする点で類似している。また、ホリデイジャンクションが一方向にスライドする分岐点移動の過程、ホリデイジャンクションが酵素によって切り離される解消過程も類似している。どちらの経路も、非組換え型の解消が起こることもある。

### 分岐点移動
Strand invasionの直後から、ホリデイジャンクションは分岐点移動の過程でDNAに沿って移動する。このホリデイジャンクションの移動で起こっているのは、2つの相同なDNA二重らせんの間での塩基対の交換である。分岐点移動の触媒に際しては、最初にRuvAタンパク質がホリデイジャンクションを認識して結合し、RuvBタンパク質をリクルートしてRuvAB複合体を形成する。リング型構造のATPアーゼであるRuvBタンパク質がホリデイジャンクションの両側へそれぞれロードされ、分岐点移動の駆動力を供給する2つのポンプとして機能する。2つのRuvBのリングの間では、ジャンクション部分のDNAを挟むように2組のRuvA四量体が組み立てられる。供与側と受容側のDNA二重らせんはどちらもRuvA上で巻き戻され、タンパク質のガイドのもと、一方の二重らせんから他方の二重らせんへの移動が起こる。

### 組換えの解消
組換えの解消過程では、strand invasionの過程で形成されたホリデイジャンクションは切断され、2つの別個のDNA分子へと戻る。この切断はRuvAB複合体とRuvCが相互作用したRuvABC複合体によって行われる。RuvCは 5'-(A/T)TT(G/C)-3' の配列を切断するエンドヌクレアーゼである。この配列はDNA中に約64ヌクレオチドにつき1か所という高頻度で存在する。切断前にRuvCは、DNAを覆っている2つのRuvA四量体の1つと置き換わる形でホリデイジャンクションに接近するようである。RuvCがどのようにホリデイジャンクションを切断するかによって、「スプライス型」と「パッチ型」の産物のどちらか形成されるかが決定される。スプライス型産物は乗換え型産物であり、組換え部位周辺を境として遺伝物質の再配置が行われる。一方パッチ型産物は非乗換え型産物であり、組換え産物にはパッチ状のハイブリッドDNAが生じるだけである。

### 遺伝子の伝播の促進
相同組換えは、水平伝播によって供与側のDNAを受容側の生物のゲノムへ組み込む重要な手法である。遺伝子の水平伝播は、他の生物種の子孫となることなく、その生物種由来の外来DNAを取り込む過程である。相同組換えが起こるためには移入されるDNAが受容側のゲノムと高度に類似している必要があり、そのため通常は遺伝子の水平伝播が起こるのは類似した細菌間に限られている。いくつかの細菌種での研究では、供与側と受容側のDNA配列の差異が増加するにしたがって組換え頻度は対数的に減少することが示されている。
細菌間の直接的な細胞間接触によってDNAが伝達される接合においては、相同組換えはRecBCD経路を介して外来DNAの宿主ゲノムへの組み込みを助ける。RecBCD酵素は、DNAが細菌への移行時の形態である一本鎖から複製によって二本鎖へ変換された後に組換えを促進する。RecBCD経路は、DNAがある細菌から他の細菌へウイルスを介して伝達される形質導入の最終段階にも必要不可欠である。バクテリオファージの複製時にDNAが新たなウイルスへ詰め込まれる際、時々誤って細菌のDNAがバクテリオファージの頭部キャプシドに取り込まれる。こうしたバクテリオファージが他の細菌に感染すると、以前の宿主に由来するDNAが二本鎖DNAとして新たな宿主へ注入される。その後、RecBCD酵素はこの二本鎖DNAを新たな宿主細菌のゲノムへ組み込む。

### 細菌の形質転換
自然界での細菌の形質転換は供与側の細菌と受容側の細菌へのDNAの転移を伴うもので、通常は供与側も受容側も同じ種である。細菌の接合や形質導入とは異なり、形質転換はこの過程の遂行のために特異的な相互作用を行う多数の細菌遺伝子産物に依存している。このように、形質転換は明らかに細菌のDNA転移のための適応である。細菌が供与DNAを結合し、取り込み、相同組換えによって染色体へ組み込むためには、まずコンピテンスと呼ばれる特別な生理状態へと移行する必要がある。細菌の形質転換時には、真核生物の減数分裂や有糸分裂時と同様に、RecA/Rad51/Dmc1遺伝子ファミリーが相同組換えにおいて中心的な役割を果たす。例えば、RecAタンパク質は枯草菌Bacillus subtilisと肺炎球菌Streptococcus pneumoniaeの形質転換に必須であり、これらの生物では、RecA遺伝子の発現は形質転換のためのコンピテンスの確立時に誘導される。
形質転換過程の一部として、RecAタンパク質は進入してくる一本鎖DNA（ssDNA）と相互作用してRecA/ssDNAヌクレオフィラメントを形成し、染色体の相同領域をスキャンしてssDNAを鎖交換と相同組換えが起こる領域へ持ってゆく。このように、細菌の形質転換時の相同組換え過程は減数分裂時の相同組換えと基本的に類似している。

## ウイルス
相同組換えは一部のグループのウイルスでも起こる。ヘルペスウイルスなどのDNAウイルスでは、細菌や真核生物と似た切断・再結合によって組換えが起こる。また、一部のRNAウイルス、特にレトロウイルス、ピコルナウイルス、コロナウイルスなどのプラス鎖一本鎖RNAウイルスでも組換えの証拠が存在する。インフルエンザウイルスなどの一本鎖マイナス鎖RNAウイルスで組換えが起こるかについては議論がある。
RNAウイルスでは、相同組換えは正確型（precise）と不正確型（imprecise）のいずれかの方法で起こる。正確型のRNA-RNA組換えでは、2つの親鎖と生じた組換えRNA領域の間には差異が存在しないため、組換えが起こった位置を決定することは困難であることが多い。不正確型のRNA相同組換えでは、乗換え領域には付加、欠失、または他の修飾によって引き起こされた、親鎖との差異が存在する。乗換えの正確性は組換えを行う2つのRNA鎖の配列コンテクストによって制御されており、アデニンとウラシルに富む配列では乗換えの正確性が低下する。
相同組換えはウイルスの進化の促進に重要である。例えば、異なる不利な変異を持つ2つのウイルスのゲノムが組換えを起こした場合、完全に機能的なゲノムが再形成される可能性がある。また、2つの類似したウイルスが同じ宿主細胞に感染した場合、2つのウイルスは相同組換えによって遺伝子を交換し、より強力な変異株へと進化する可能性がある。
ヒトヘルペスウイルス6型は相同組換えによってヒトのテロメアへの組み込みを行うことが提唱されている。
致死的なゲノム損傷を持つ2つ以上のウイルスが同じ宿主細胞に感染した際、ウイルスゲノムはしばしば互いに対合し、相同組換え修復によって生存可能な子孫を産生する。この過程はmultiplicity reactivation（多重感染再活性化、多重感染回復）として知られており、T4ファージを含むいくつかのバクテリオファージで研究が行われている。T4ファージでの組換え修復に用いられる酵素は、細菌や真核生物の組換え修復に用いられる酵素と機能的に相同である。特に、相同組換え修復における重要段階である鎖交換反応に必要な遺伝子は、ウイルスからヒトまで機能的に相同である（T4ファージではuvsX、大腸菌や他の細菌ではrecA、酵母や他の真核生物（ヒトを含む）ではrad51とdmc1）。多数の病原性ウイルスでもmultiplicity reactivationが起こることが示されている。

## 機能不全の影響
相同組換えが適切に行われない場合、減数分裂における細胞分裂の第一段階で染色体が誤った整列を行うことが多くある。これによって染色体の適切な分離が行われなくなり、染色体不分離と呼ばれる。染色体不分離によって、精子や卵に含まれる染色体が多すぎたり少なすぎたりといった状態が引き起こされる。ダウン症候群は21番染色体の過剰コピーの存在によって引き起こされ、減数分裂時の相同組換えの不全によって生じる異常のうちの1つである。
相同組換えの欠陥は、ヒトでのがんの発生と強く関連付けられている。例えば、ブルーム症候群、ウェルナー症候群、ロスムンド・トムソン症候群は、相同組換えの調節に関与するRecQヘリカーゼ遺伝子（それぞれBLM、WRN、RECQL4）の機能不全によって引き起こされる。ブルーム症候群の患者の細胞ではBLMタンパク質の機能的コピーが存在せず、相同組換えの頻度が上昇する。BLM欠損マウスを用いた実験からは、変異による相同組換えの増加によって引き起こされたヘテロ接合性消失のため、がんが生じていることが示唆されている。ヘテロ接合性消失は2つのアレルのうちの1つが失われることを意味する。失われたアレルがRbなどのがん抑制遺伝子のものである場合、ヘテロ接合性消失によってがんが引き起こされる可能性がある:1236。
相同組換えの頻度の低下によってDNA修復が非効率なものとなり:310、こちらでもがんが引き起こされる可能性がある。2つの類似したがん抑制遺伝子であるBRCA1とBRCA2の機能不全はこのケースであり、乳がんと卵巣がんのリスクの大幅な増大と関連付けられている。BRCA1とBRCA2を欠損した細胞では相同組換えの頻度の低下と電離放射線に対する感受性の増加がみられ、相同組換えの減少ががんに対する感受性の増加につながっていることが示唆される。BRCA2の唯一の既知の機能は相同組換えの開始の補助であるため、乳がんや卵巣がんの原因の理解には、相同組換えにおけるBRCA2の役割に関するより詳細な知見が重要であると考えられている。
BRCAの異常など、相同組換えに異常がみられる腫瘍は、HRD陽性（homologous recombination deficiency (HRD)-positive）と記載される。

## 進化的保存性

相同組換え関連タンパク質ドメイン構造は、生命の3ドメイン（古細菌、細菌、真核生物）を通じて保存されている。

相同組換えの経路は機械的にはさまざまであるが、相同組換えを行う能力は生命の3つのドメインを通じて普遍的に保存されている。アミノ酸配列の類似性に基づくと、多くのタンパク質のホモログが複数のドメイン間で見つかり、それらがはるか昔に進化し、共通の祖先タンパク質から分かれたものであることが示唆される。
RecAリコンビナーゼファミリーのメンバーはほとんどすべての生物種に存在し、細菌ではRecA、真核生物ではRad51とDMC1、古細菌ではRadA、T4ファージではUvsXである。
相同組換えや他の多くの過程に重要な一本鎖結合タンパク質も、関連タンパク質がすべてのドメインに存在する。
Rad54、Mre11、Rad50や多数の他のタンパク質も、古細菌と真核生物の双方に存在している。

### RecAリコンビナーゼファミリー
RecAリコンビナーゼファミリーのタンパク質は、共通の祖先型リコンビナーゼの子孫であると考えられている。RecAリコンビナーゼファミリーには、細菌のRecA、真核生物のRad51とDmc1、古細菌のRadA、そしてリコンビナーゼのパラログタンパク質が含まれる。Rad51、Dmc1、RadA間の進化的関係をモデル化した研究からは、これらが単系統、すなわち共通の分子的祖先を持つことが示唆されている。さらにこのタンパク質ファミリー内では、Rad51とDmc1は同じグループに分類され、RadAは異なる系統群に分類される。また、これらの3つのタンパク質をRecAとは異なる同一のグループに分類する根拠の1つとしては、これらにはすべて、タンパク質がDNAに結合するのを助ける、変形したヘリックスターンヘリックスモチーフがN末端に存在することが挙げられる。太古の真核生物のRecAの遺伝子に遺伝子重複が生じ、その後の変異によって現在のRAD51とDMC1の遺伝子の起源となったと提唱されている。
このファミリーのタンパク質には一般的に、RecA/Rad51ドメインとして知られる長い保存性領域が存在する。このタンパク質ドメイン内には、Walker AモチーフとWalker Bモチーフという2つの配列モチーフが存在する。これらのモチーフによってRecA/Rad51タンパク質ファミリーはATPの結合と加水分解が可能となる。

### 減数分裂特異的タンパク質
真核生物へ分岐した最初期の原生生物の1つであるジアルジアのいくつかの種にDmc1が発見されたことは、減数分裂における相同組換え、そして減数分裂自身が真核生物の進化のきわめて初期に出現したことを示唆している。Dmc1に関する研究に加えて、Spo11タンパク質に関する研究からは、減数分裂時の組換えの起源に関する情報が得られている。II型トポイソメラーゼであるSpo11は、DNAの標的部位で二本鎖切断を作り出すことで減数分裂時の相同組換えを開始する。動物、菌類、植物、原生生物、古細菌に存在するSPO11に類似した遺伝子配列に基づく系統樹からは、現在の真核生物のさまざまなSpo11は真核生物と古細菌の最も近い共通祖先に出現したものに由来すると考えられる。

## 技術応用

### 遺伝子ターゲティング

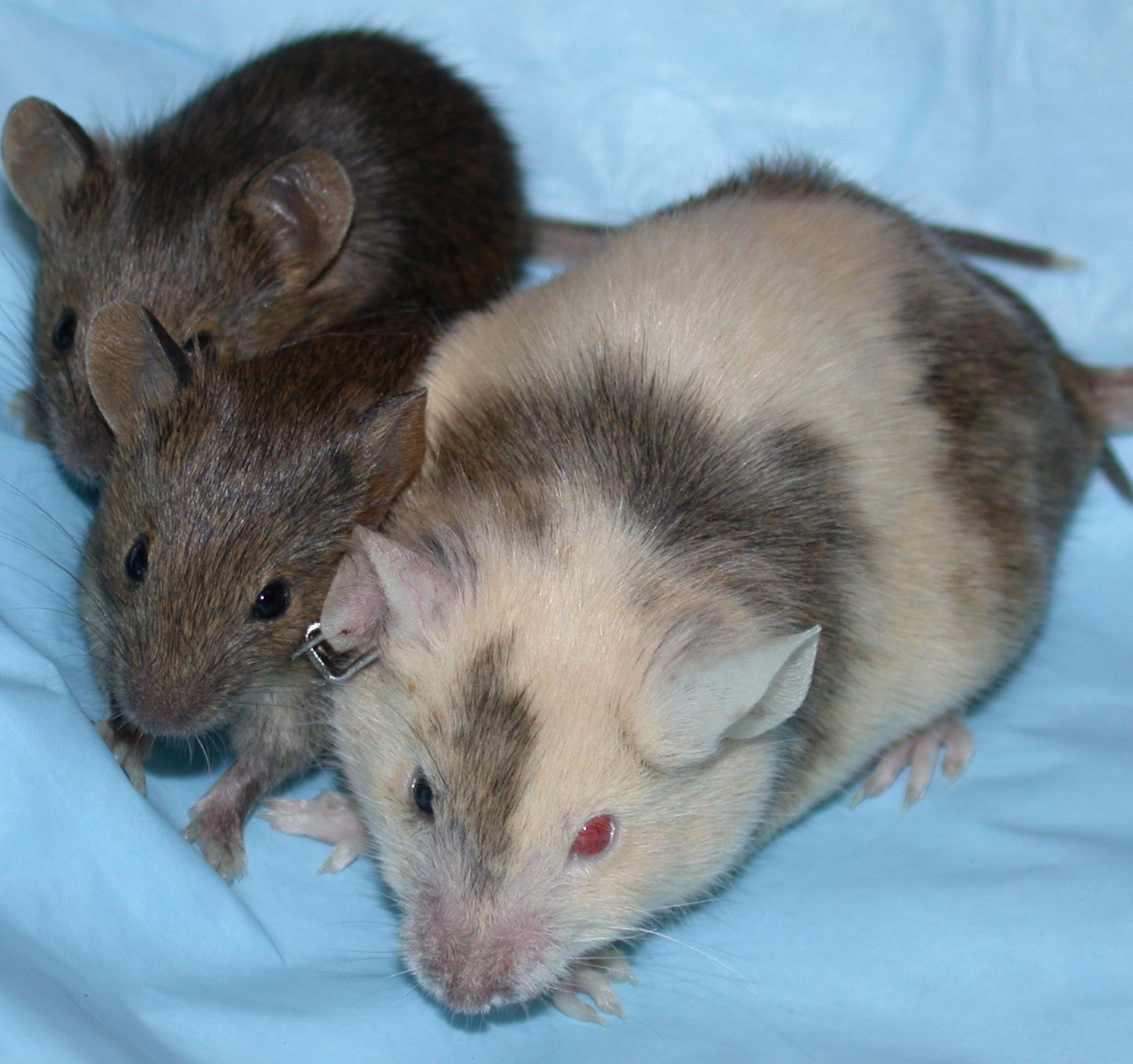
このキメラマウスは、胚発生の過程で遺伝子ターゲティングによってagouti遺伝子がDNAに導入された。その子孫はagouti遺伝子に関しホモ接合型である。

DNA配列を生物に導入して組換えDNAと遺伝子組換え生物を作り出す方法の多くにおいて、相同組換え過程が利用されている。遺伝子ターゲティングとも呼ばれる手法は、特に酵母とマウスの遺伝学で広く利用されている。ノックアウトマウスを作製する遺伝子ターゲティングの手法では、相同組換えによってマウスの標的遺伝子を抑制する、人工的な遺伝物質を導入するためにマウスの胚性幹細胞が利用される。それによって、マウスは哺乳類の特定の遺伝子の影響を理解するためのモデルとして利用できるようになる。胚性幹細胞を介してマウスに遺伝的修飾を導入するための相同組換えの利用法を発見したことを讃えて、マリオ・カペッキ、マーティン・エヴァンズ、オリヴァー・スミティーズに2007年のノーベル生理学・医学賞が授与された。
細胞の相同組換え機構を乗っ取る遺伝子ターゲティング技術の発達によって、より正確な、同系のヒト疾患モデルを作製する新たな技術が開発されている。このような遺伝子改変されたヒト細胞モデルは、ヒトの疾患の遺伝学をマウスモデルよりも正確に反映したものとなると考えられている。それは、研究対象の変異が内在性の遺伝子に、実際の患者に生じているのと同じように導入されているため、そしてマウスのゲノムではなくヒトのゲノムに基づいた影響を観察できるためである。さらに、単なるノックアウトではなく特定の変異のノックインを可能にする技術が開発されている。

### タンパク質工学
相同組換えを用いたタンパク質工学によって、2つのタンパク質由来の断片を入れ替えたキメラタンパク質が開発された。これらの技術は、相同組換えがタンパク質の三次構造へのフォールディングを維持しながら高度の配列多様性を導入することを利用する。これはランダム点変異導入など他のタンパク質工学の技術とは対照的であり、ランダム点変異導入ではタンパク質の機能が維持される可能性はアミノ酸置換の増加にしたがって指数関数的に低下する。相同組換え技術によって生産されたキメラタンパク質は、交換に用いられる親鎖は構造的にも進化的にも保存されたものであるため、フォールディングが維持される。こうした相同組換えが可能な「ビルディングブロック」間では、タンパク質の立体構造中でのアミノ酸間の物理的接触など、構造的に重要な相互作用が保存されている。組換えに適した構造的サブユニットの同定には、SCHEMAやstatistical coupling analysisといった計算的手法が利用される。
相同組換えを利用した技術は、新たなタンパク質のエンジニアリングにも利用されている。2007年に発表された研究では、イソプレノイドの生合成に関与する2つの酵素のキメラを創出することに成功した。イソプレノイドは、ホルモン、視色素、ある種のフェロモンなどを含む多様な分類群であり、イソプレノイドの生合成は自然界で最も多様な生合成経路の1つである。キメラタンパク質は、元のタンパク質には存在しない、イソプレノイド生合成に必須の反応を触媒する能力を獲得した。ヒトで薬剤、食品添加物、保存料などの外来化合物の解毒に関与しているシトクロムP450ファミリーのメンバーに対し新たな機能を付加したキメラ酵素も、組換えを用いたタンパク工学によって生産されている。

### がん治療
BRCAに変異を有するがん細胞は相同組換えに欠陥が生じており、こうした欠陥を利用する薬剤が開発され臨床試験で成功している。PARP1の阻害剤であるオラパリブは、BRCA1またはBRCA2の変異によって引き起こされた乳がん、卵巣がん、前立腺がんを収縮させる、もしくは成長を止める。BRCA1またはBRCA2が存在しないときには、停止した複製フォークに対しては塩基除去修復（BER）、二本鎖切断に対しては非相同末端結合（NHEJ）など、他のタイプのDNA修復機構によって相同組換えの欠陥の補償が行われなければならない。相同組換えに欠陥が生じている細胞でBERを阻害することにより、オパラリブは標的がん細胞特異的な合成致死性をもたらす。PARP1阻害剤はがん治療に新たなアプローチをもたらしたが、研究者らは末期の転移性がんの治療には不十分である可能性を警告している。がん細胞でBRCA2の変異の欠失が起こった場合、がん細胞は相同組換えによるDNA修復能力を回復して薬剤の合成致死性を弱め、PARP1阻害剤に対する抵抗性を獲得する可能性がある。